# Knema latifolia
Knema latifolia är en tvåhjärtbladig växtart som beskrevs av Otto Warburg. Knema latifolia ingår i släktet Knema och familjen Myristicaceae. Inga underarter finns listade i Catalogue of Life.